# Священная роща
Священная роща (заповедная роща; дубрава) — небольшой, близкий к жилью лиственный (нехвойный) заповедный лесок, у многих древних народов считавшийся особо священным местом для отправления обрядов культа; предшественник храмов. Священные рощи служили первыми местами убежищ.

## Священные рощи и деревья
В иудаизме, в эпоху, когда богослужение совершалось преимущественно под открытым небом, рощи являлись обычными местами, где воздвигались жертвенники и ставились идолы и маццевы. Но и позже, когда богослужение отправлялось уже в закрытых помещениях (храмах), священные рощи или отдельные деревья являлись принадлежностью святилища.
Близкое отношение деревьев к культу выражалось уже в том, что каждый бог имел своё определённое дерево в качестве своего символа; так, богине Иштар была присвоена пальма, бог Таммуз-Адонис имел своим символом гранатовое дерево, a высший бог Баал (= Зевс) — дуб. Культ священных деревьев был особенно распространён y финикиян и хананеян, a от них перешёл к грекам и др.
В вавилонском мифе о Гильгамеше кедровая роща — жилище богов и святилище богини Иннин (Иштар; таблицы II и V). Главным центром древесного культа в Вавилонии служил приморский город Эриду (ныне холм Абу-Шахрейн), известный уже в древнейшую эпоху истории Вавилонии своим священным деревом Кишкану. Другим центром были Сузы (библейский Шушан), столица Элама, позже Персии, с их знаменитой священной рощей, недоступной для непосвящённых и служившей святилищем бога Шушинака. В Берите была известна священная роща Эшмуна. Богине Астарте, в культе которой деревья играли выдающуюся роль, было посвящено несколько храмов на Кипре. Впоследствии, наряду с культом настоящих деревьев, появляются символические — священные столбы, называвшиеся также ашерами (по имени богини Ашеры).

## В Библии
При завоевании Палестины израильтяне заимствовали данный культ y аборигенов страны (Суд. 3:7 и др.). Под Сихемом находился «дуб прорицателя» (אלון מורה — Быт. 12:6), или «дуб волшебников» (אלומ מעוננים — Суд. 9:37); там же, в святилище Господнем, стоял дуб (Нав. 24:25-26). В Хевроне имелась «дубрава Мамре», в Беер-Шебе (слав. Вирсавия) рос тамариск (אשל), посаженный ещё Авраамом: «Авраам насадил при Вирсавии рощу, и призвал там имя Господа, Бога вечного» (Быт. 21:33). Пророчица Девора творила суд под пальмой (Суд. 4:5). Саул также разбирал дела, находясь под гранатовым деревом и тамариском (1Цар. 14:2; 22:6); под тамариском же в Ябеше были погребены останки этого царя и его сыновей (1Цар. 31:13).
Высказывались гипотезы, что само слово «אלון» или «אלה», означающее дуб, будто происходит от «אל» — Бог. Но встречающиеся формы «Аллон» и «Алла», a также родственное арамейское слово «Илан» (אילן), означающее дерево вообще, говорят против этой этимологии. В Библии «приносить жертвы под зеленеющим деревом» идентично с идолопоклонством (Втор. 12:2; Иер. 2:20 и др.), и Моисеев закон это строго запрещал.
Весьма распространённым обычаем было погребать тела под деревьями (Быт. 35:8, 1Цар. 31:13).

## Древний Рим
Дубовая роща на Капитолийском холме в долине между крепостью (Arx) и Капитолием, согласно преданию, была убежищем, устроенным уже Ромулом для увеличения населения только что построенного Рима. Но её значение скоро утратилось, так как это священное место мало-помалу было так обстроено, что никто не мог туда проникнуть.
В древнеримской культуре священные рощи именовались «nemora» или «luci».
«Feroniae lucus» — называлась роща богини Феронии при Капене в Этрурии у горы Соракта (к северу от Рима ~40 км; ныне Монте-Оресте), где бывала многолюдная ярмарка. Другая роща Феронии, с источником, находилась, по свидетельству Горация, поблизости Анксура.
«Marīcae lucus» (Μαρίκας ἄλσος) — роща, которая была посвящена древнеиталийской нимфе Марике, между Минтурнами и морем, из которой нельзя было брать обратно то, что раз в неё было внесено. При ней было озеро Palus Maricae, куда вливалась река Лирис.
Лаверна — богиня-покровительница воров в Риме — имела священную рощу у via Salaria.

## Россия
- Марийские священные рощи
- Кереметь
- Роща Хетага
- Священная роща Балта-Тиймез